# يوتا ساميان
يوتا ساميان (باليابانية: 染谷 悠太) (30 سبتمبر 1986 في طوكيو في اليابان – )؛ هو لاعب كرة قدم ياباني سابق كان يلعب كمدافع.

## وصلات خارجية
- يوتا ساميان على موقع رابطة كرة القدم اليابانية للمحترفين (اليابانية)
- يوتا ساميان على موقع إي إس بي إن إف سي (الإنجليزية)
- يوتا ساميان على موقع قاعدة بيانات كرة القدم.إي يو (الإنجليزية)
- يوتا ساميان على موقع Soccerbase.com (لاعب) (الإنجليزية)
- يوتا ساميان على موقع Soccerway.com (الإنجليزية)
- يوتا ساميان على موقع عالم كرة القدم.نت (الإنجليزية)
- يوتا ساميان على موقع كووورة